# Burn Burn
Burn Burn è il settimo album discografico in studio del gruppo rock canadese Our Lady Peace, pubblicato nel 2009.

## Tracce
1. All You Did Was Save My Life – 3:49
2. Dreamland – 3:36
3. Monkey Brains – 4:31
4. The End Is Where We Begin – 3:23
5. Escape Artist – 4:02
6. Refuge – 4:16
7. Never Get Over You – 3:57
8. White Flags – 3:18
9. Signs of Life – 3:14
10. Paper Moon – 3:57

## Formazione
- Raine Maida - voce
- Duncan Coutts - basso, cori
- Steve Mazur - chitarre, piano, percussioni, cori
- Jeremy Taggart - batteria, percussioni, cori